# Jean de Bernin
Pour les articles homonymes, voir Bernin.
Jean de Bernin (~1191-1266), dit aussi Jehan de Bernin, est archevêque de Vienne (1218-1266) et légat du pape.

## Biographie

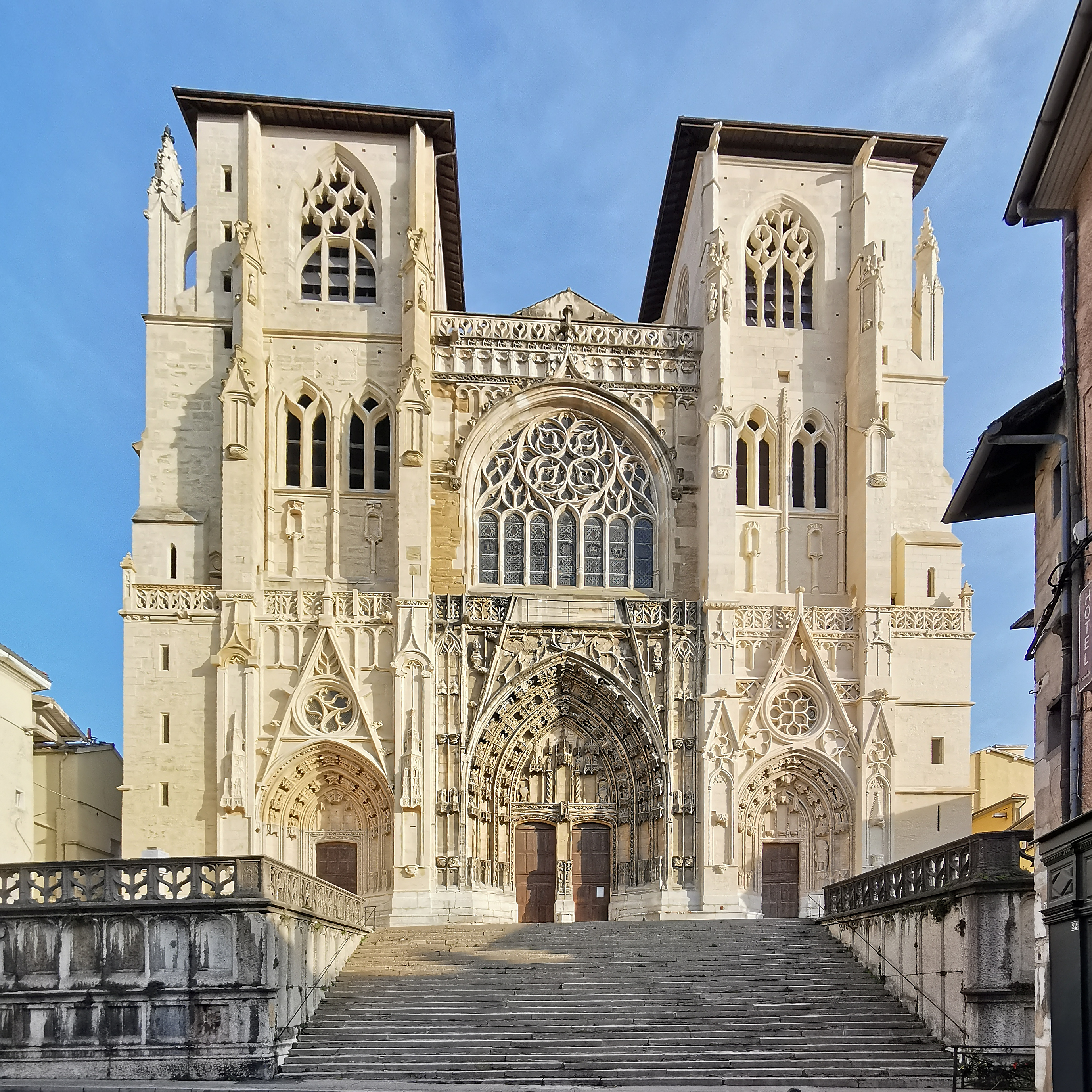
Cathédrale Saint-Maurice de Vienne, consacrée en 1251 sous l'archiépiscopat de Jean Bernin, par le pape Innocent IV.

Jean de Bernin naît au château de la Veyrie (Maison forte de la Veyrie) à Bernin, vers 1191. Aimar, évêque de Maurienne (1222-1235), puis archevêque d'Embrun, pour la période de 1235 à 1245, serait son frère.
Archevêque de Vienne pendant 48 ans précisément, il est nommé légat du pape à une époque où les tensions augmentent en Provence en particulier dans la ville d’Arles. La papauté, sans désavouer l'archevêque d'Arles Jean Baussan, redoute que dans l'agitation du mouvement communal, les tribunaux inquisitoriaux puissent servir les intérêts politiques de l'épiscopat local. Ainsi, le pape enlève la juridiction de l'inquisition à l’archevêque d’Arles et la confie à Jean de Bernin qui en 1235 nomme des juges issus de l'ordre des Prêcheurs pour la Provence. En juin 1235, le légat Jean de Bernin, archevêque de Vienne adresse une consultation aux juristes avignonnais au sujet des vaudois d'Arles.
An niveau de son diocèse, il continue la construction de la cathédrale de Vienne consacrée par le pape Innocent IV le 20 avril 1251 et dédié à saint Maurice. Il fait également édifier le château de la Bâtie qui accueillera le trésor pontifical lors du Concile de Vienne de 1311 où sera arrêtée la dissolution de l’ordre du Temple. L’archevêque de Vienne est en effet un chef séculier depuis le rachat de la moitié des droits du comté en 1263.